# Meiseldorf
Meiseldorf osztrák község Alsó-Ausztria Horni járásában. 2024 januárjában 860 lakosa volt. 

## Elhelyezkedése

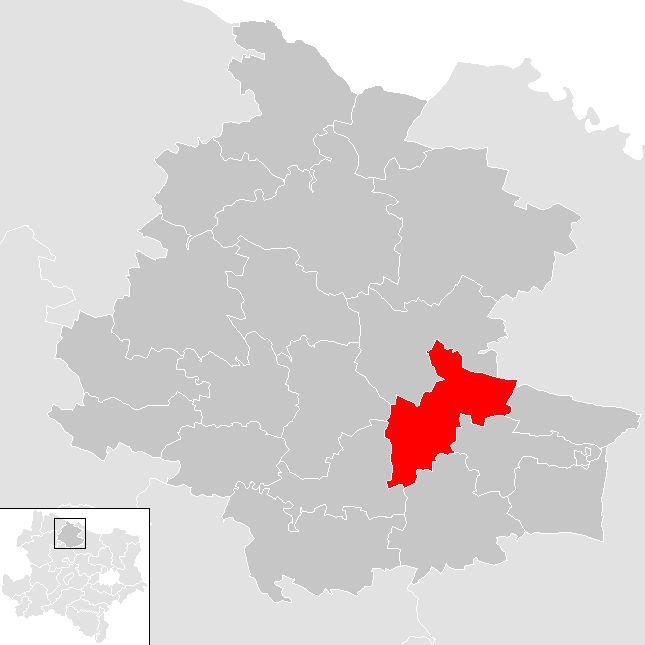
Meiseldorf a Horni járásban

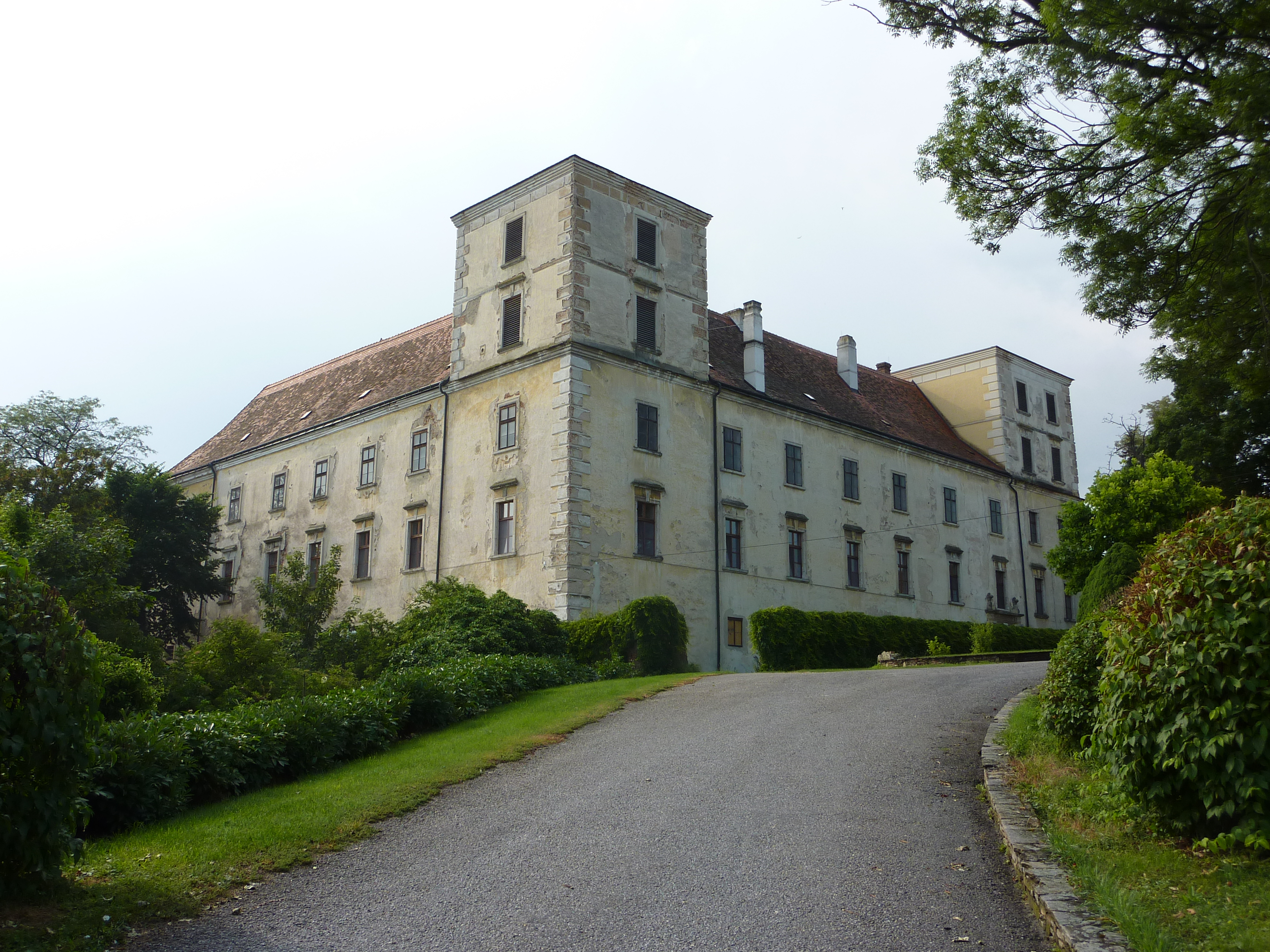
A kattaui kastély

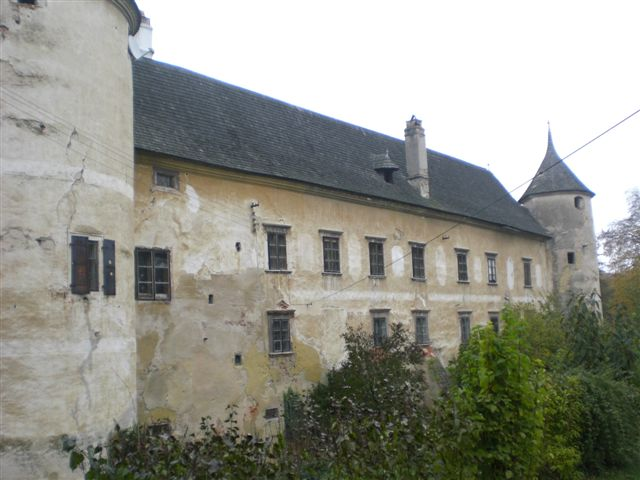
A stockerni kastély

Meiseldorf a tartomány Waldviertel régiójában fekszik a Lateinbach patak mentén. Területének 26,5%-a erdő, 66,2% áll mezőgazdasági művelés alatt. Az önkormányzat 4 települést egyesít: Kattau (175 lakos 2024-ben), Klein-Meiseldorf (390), Maigen (97) és Stockern (198).
A környező önkormányzatok: északra Sigmundsherberg, északkeletre Pulkau, keletre Röschitz, délkeletre Eggenburg, délre Burgschleinitz-Kühnring, délnyugatra Rosenburg-Mold, nyugatra Horn.

## Története
A község falvai közül Kattaut említik legkorábban: egy bizonyos Ulrich von Chadowe (Kattau) szerepel a melki apátság egyik 1074-es oklevelében. Ő volt Alt-Kattau várának tulajdonosa, amelynek pontos helye ma már nem ismert. A Kattau családot a 16. századig lehet visszavezetni; Alt-Kattau nagyjából ebben az időben tűnt el. Neu-Kattau vára valószínűleg a 14. század első felében épült. A 15. század második felében Mátyás magyar király hadai elfoglalták. Későbbi tulajdonosai, a Gilleis bárók barokk kastéllyá építették át. A második világháború után a lepusztult épületet lebontásra ítélték, de a Hiller család megvásárolta, akik részben felújították. 

## Lakosság
A meiseldorfi önkormányzat területén 2024 januárjában 860 fő élt. A lakosságszám 1939-ben érte el a csúcspontját 1467 fővel, azóta csökkenő tendenciát mutat. 2022-ben az ittlakók 98,8%-a volt osztrák állampolgár; a külföldiek közül 0,4% a régi (2004 előtti), 0,4% az új EU-tagállamokból érkezett. 0,1% a volt Jugoszlávia (Horvátország és Szlovénia kivételével) vagy Törökország; 0,4% egyéb ország polgára volt. 2001-ben a lakosok 94,8%-a római katolikusnak, 0,8% evangélikusnak, 0,6% mohamedánnak, 3,2% pedig felekezeten kívülinek vallotta magát. Ugyanekkor a legnagyobb nemzetiségi csoportot a németek (98,8%) mellett a csehek alkották 4 fővel (0,4%). 
A népesség változása:

| 2016 | 903 |
| 2018 | 876 |

## Látnivalók
- a kattaui kastély
- a kattaui Mária mennybevétele-plébániatemplom
- a stockerni kastély
- a stockerni Jézus szíve-plébániatemplom

## Fordítás
- Ez a szócikk részben vagy egészben  a   Meiseldorf című német Wikipédia-szócikk ezen változatának fordításán alapul.  Az eredeti cikk szerkesztőit annak laptörténete sorolja fel. Ez a jelzés csupán a megfogalmazás eredetét és a szerzői jogokat jelzi, nem szolgál a cikkben szereplő információk forrásmegjelöléseként.